# Pallenopsis variioculata
Pallenopsis variioculata är en havsspindelart som beskrevs av Stock, J.H. 1986. Pallenopsis variioculata ingår i släktet Pallenopsis och familjen Phoxichilidiidae. Inga underarter finns listade i Catalogue of Life.